# Cédric Cotar
Pour les articles homonymes, voir Cotar.
Cédric Cotar, né le 7 avril 1974, est un joueur français de football américain. Joueur professionnel en NFL Europe de 2002 à 2004.

## Biographie
Cédric Cotar commence le football américain avec les Orcs de Châteauroux en 1992. Il évolue avec les Orcs dans le championnat de France de division 2 : quart de finale 1994.
En 1995, il devient entraineur de l’équipe juniors des Orcs de Châteauroux. Cette même année il est sélectionné pour la première fois en équipe de France et participe au championnat d’Europe.
Puis en 1996 il part au Canada, au Cégep du Vieux Montréal, où il joue avec les Spartiates aux postes de safety et de kicker. Il remporte le championnat collégial AAA (Bol d'Or) 1996 et est nommé dans équipe étoile collégial AAA 1996. De retour en France, il participe aux quarts de finale en division 2.
Il mène l’équipe junior des Orcs en finale du championnat de France (défaite 28 à 6 contre les Gaulois de Sannois). Avec les séniors, il atteint pour la 3e fois les quarts de finale de la division 2.
De 1998 à 1999, il joue en première division, où les Orcs se qualifient par 2 fois pour les quarts de finale.
En 2000, il rejoint l’équipe de France junior en tant qu’assistant entraineur. Durant ses années passées à Châteauroux il évolue à plusieurs postes : quaterback, wide receiver, linebacker, defensive back et kicker.
Il rejoint les Centurions de Nîmes en 2001, en tant que joueur et entraineur. Parallèlement à son club, il continue d’entraîner l’équipe de France junior et intervient au pôle espoir d’Amiens.
En novembre 2001, il participe au Camp d’entrainement de la NFL Europe à Tampa Bay, à l’issue duquel il signe avec les Dragons de Barcelone, au titre de joueur national pour la saison 2002. Chez les Dragons, il est utilisé au poste de linebacker en escouade défensive, mais aussi dans l’escouade spéciale (3 placages).
Il revient à Barcelone pour la saison 2003 et réussi 2 placages en défense et 6 placages avec l’escouade spéciale. En juillet, il part en Allemagne avec l’équipe de France pour la coupe du monde.
Il joue encore en NFL Europe en 2004, mais avec la disparition du club espagnol, il rejoint le club Allemand des Centurions de Cologne, au sein duquel il arrive progressivement à se faire une place dans la défense, réussissant 14 placages et 1 interception, plus 5 placages en escouade spéciale.
Durant l’été 2004, il remporte comme entraîneur de l’équipe de France le championnat d’Europe junior.
Après avoir mis fin à sa carrière professionnelle, il poursuit sa carrière en amateur avec les Spartiates d'Amiens à partir de 2005. Comme chez les Orcs de Châteauroux, il cumule les postes de joueurs et d'entraîneur. En 2005, il joue comme  offensive linemen et defensive linemen, ainsi que linebacker. Il mène l’équipe sénior en finale du championnat de France élite, mais doit s’incliner 27 à 33 face au Flash de La Courneuve.
En 2006, il est toujours à la tête des Spartiates, mais joue quaterback, linebacker et defensive back. Il réalise une bonne saison avec 836 yards à la passe et inscrit 5 touchdowns. Il conduit les Spartiates en play-off, où il perd contre le Flash en demi-finale (6 à 47).
En 2007, il retourne à Nîmes, chez les Centurions, qu’il a aidé à monter en division 2 grâce au titre remporté en division 3 en 2005. Là encore, il se partage entre le terrain (joueur) et le banc (entraîneur). Sous sa coupe, les Centurion terminent premier de la poule sud en 2007, avant de s’incliner en finale de conférence contre les Dauphins de Nice 13 à 18.
Même résultat en 2008, malgré leur première place en poule, les Centurions s’inclinent à domicile contre les Iron Mask de Cannes 0 à 13.
2009 marque l’année du succès, il guide les Centurions vers le titre de champion de division 2 et vers la montée parmi l’élite.
En juillet 2010, il participe avec l'équipe de France au championnat d'Europe, où la France termine deuxième derrière l'Allemagne.
En 2015 il intègre l'équipe des Blue Stars de Marseille comme Head Coach, de l'équipe sénior, il mènera les Blue Stars de Marseille jusqu'en Elite en 2018.
En 2017 Il est appelé comme assistant Coach par l'équipe universitaire Laval du Rouge et Or de Québec ou il reste durant deux saisons, il remporte la coupe Vanier en 2018.

## Statistiques NFL Europa
Ne prend en compte que les statistiques en escouade défensive.
| 2002   | 3  | 2  | 1 | 1 | 0 | 0 | 0 | 0   | 0 |
| 2003   | 2  | 2  | 0 | 0 | 0 | 0 | 0 | 0   | 0 |
| 2004   | 14 | 8  | 6 | 0 | 0 | 1 | 9 | 9,0 | 0 |
| Totaux | 19 | 12 | 7 | 1 | 0 | 1 | 9 | 9,0 | 0 |

## Palmarès
Compétition, trophée (nombre de trophées remportés dans la compétition).

### Trophées amateurs
- Championnat d'Europe junior (2) : 2004, 2006[Note 2]
- Championnat de France de division 2, Casque d'Or (2) : 2000[Note 3], 2009[Note 4]
- Championnat de France de division 3, Casque d'Argent (1) : 2005[Note 5]
- Championnat de France junior (1) : 2001[Note 6]
- Championnat collégial AAA, Bol d'Or (1) : 1996
- Championnat d'Europe, médaille d'argent (1) : 2010
- Championnat de France de division 3, Casque d'Argent (1) : 2015[Note 7]
- Championnat universitaire Canadien, USPORT : 2018
- Championnat régional U16 : 2019

### Honneurs
- Équipe étoile collégial AAA en 1995/1996
- Championnat d'Europe 2010 Allstar 1st Team[9]